# Onofre carnifex
Onofre carnifex är en spindelart som beskrevs av Ruiz, Brescovit 2007. Onofre carnifex ingår i släktet Onofre och familjen hoppspindlar. Inga underarter finns listade i Catalogue of Life.